# Kindelbrück
Kindelbrück é uma cidade da Alemanha localizada no distrito de Sömmerda, estado da Turíngia. Em janeiro de 2019, os antigos municípios de Bilzingsleben, Frömmstedt e Kannawurf foram incorporados.
A cidade de Kindelbrück é membro e sede do Verwaltungsgemeinschaft (plural: Verwaltungsgemeinschaften - português: corporações ou corpos administrativos centrais) de Kindelbrück.